# Dupont (Ohio)

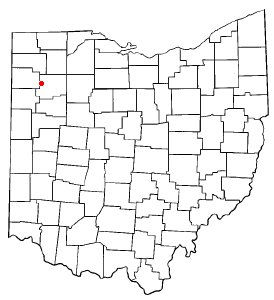
Dupont na planie stanu Ohio

Dupont – wieś w USA, w stanie Ohio, w hrabstwie Putnam.
W roku 2010, 18,6% mieszkańców było w wieku poniżej 18 lat, 8,1% było w wieku od 18 do 24 lat, 32,1% było od 25 do 44 lat, 31,4% było od 45 do 64 lat, a 9,7% było w wieku 65 lat lub starszych. We wsi było 51,9% mężczyzn i 48,1% kobiety.
Liczba mieszkańców w 2010 roku wynosiła 318.